# Zgodovinski spomeniki Dengfenga
Dengfeng (kitajsko: 登封; pinjin: Dēngfēng; poštno: Tengfeng) je mesto na ravni okrožja v provinci [[Henan]g na Kitajskem. Je pod upravo mesta na ravni prefekture Džengdžov. V antiki je bilo znano kot Jangčeng (tradicionalno kitajsko: 陽城; poenostavljeno kitajsko: 阳城; pinjin: Yángchéng).
Dengfeng ima površino 1220 km² in 717.400 prebivalcev. Zaseda jugozahodni kot Džengdžov in je njegova najzahodnejša okrožna enota.
Dengfeng je ob vznožju gore Song, ene najsvetejših gora na Kitajskem. Mesto je eno najbolj znanih duhovnih središč Kitajske in je dom različnih verskih ustanov in znanih templjev, kot so taoistični tempelj Džongjue, budistični [[samostan Šaolin]g (znano središče borilnih veščin), pa tudi konfucijanska akademija Songjang in Observatorij Dengfeng , od tod tudi njegov poetični izraz, ki izhaja iz kitajske literature kot duhovno središče neba in zemlje. Deli mesta so bili leta 2010 vpisani na seznam svetovne dediščine UNESCO.

## Zgodovina
Prva prestolnica dinastije Šja, Jangčeng, je bila zgrajena zahodno od mesta Gaočeng ob reki Jing pod sveto goro Song.
Slavljeni samostan Šaolin, ki tradicionalno velja za izvor zena, stoji v Dengfengu, kjer poučujejo borilne veščine tako za odrasle kot za otroke. Je tudi znana turistična atrakcija.

## Unescov seznam svetovne dediščine
Leta 2010 je UNESCO na svoj seznam svetovne dediščine vpisal več najbolj znanih znamenitosti Dengfenga pod naslovom Zgodovinski spomeniki Dengfenga v 'središču neba in zemlje'. Seznam svetovne dediščine vključuje več zgodovinskih vrat, templjev, konfucijansko akademijo in observatorij:
1. Vrata Taiši Čue (太室闕): vrata, zgrajena pred templjem Džongjue leta 118 n. št., z izrezljanimi reliefi živali, dreves in duhov.
2. Tempelj Džongjue: taoistični tempelj, zgrajen v 5. stoletju med reformami Kou Čjandžija. Vključuje dvorano Džuni, veliko dvorano za žrtvovanje bogovom, dva kamnita kipa, zgrajena leta 118 n. št., ki sta najstarejša ohranjena kamnita kipa na Kitajskem.
3. Vrata Šaoši Čue: vrata dinastije Han (iz leta 123 n. št.) s slikami galopirajočih konj, cirkusa in cuju (starodavna kitajska nogometna igra, ki spominja na mešanico košarke, nogometa in odbojke).
4. Vrata Čimu Čue: par vrat, zgrajenih leta 123 n. št., s podobami, ki prikazujejo prizore petelinjih bojev, poplav in obiskov Rimskega cesarstva.
5. Pagoda Songjue: zgrajena med letoma 508 in 511, je imela zelo inovativno arhitekturo in je postala predloga za številne prihodnje pagode.
6. Samostan Šaolin in njegov gozd pagod: kompleks templjev in več kot 240 pagod, zgrajenih v več kot 1300 letih, začenši v 5. stoletju. Pomembno sveto mesto za budizem.
7. Tempelj Huišan: leseni tempelj, zgrajen v 12. stoletju na mestu rezidence astronoma Ji Šinga.[4]
8. Akademija Songjang: ustanovljena v dinastiji Tang, je veljala za eno od štirih največjih akademij klasičnega učenja na Kitajskem. Prispeval je k širjenju konfucijanstva po Kitajski.
9. Observatorij Dengfeng: observatorij, zgrajen v 13. stoletju za natančno merjenje sveta in ustvarjanje natančnih koledarjev.

Med drugimi pomembnimi znamenitostmi v Dengfengu je tempelj Favang, budistični tempelj, zgrajen v času dinastije Tang.

## Galerija
- Mt. Šaoši
- Observatorij Dengfeng
- Huišan tempelj
- gozd pagod
- Šaoši Čue
- Pagoda Songjue
- Taiši Čue
- Akademija Songjang
- Džongjue tempelj
- Čuzu tempelj
- Kip meniha v templju Šaolin